# Barichneumon praeceptor
Barichneumon praeceptor är en stekelart som först beskrevs av Carl Peter Thunberg 1822.  Barichneumon praeceptor ingår i släktet Barichneumon och familjen brokparasitsteklar. Arten är reproducerande i Sverige.

## Underarter
Arten delas in i följande underarter:
- B. p. rufalpator
- B. p. nigrescens